# ناوكي هارادا
ناوكي هارادا (باليابانية: 原田 直樹) (5 أغسطس 1991 في هيروشيما في اليابان – )؛ هو لاعب كرة قدم سابق كان يلعب كحارس مرمى.

## وصلات خارجية
- ناوكي هارادا على موقع رابطة كرة القدم اليابانية للمحترفين (اليابانية)
- ناوكي هارادا على موقع قاعدة بيانات كرة القدم.إي يو (الإنجليزية)
- ناوكي هارادا على موقع Soccerway.com (الإنجليزية)
- ناوكي هارادا على موقع عالم كرة القدم.نت (الإنجليزية)